# Iglesia de San Luis (Granada)
La iglesia de San Luis es una iglesia de la ciudad española de Granada, comunidad autónoma de Andalucía. Está situada en la parte alta del Albayzín, en la calle San Luis, muy cerca de la Puerta de Fajalauza.

## Historia
Sobre la mezquita de la Pureza o Masyd al-Safa, edificada sobre una iglesia anterior,  se edificio este templo en 1526  , en el marco de la campaña de evangelización de los Reyes Católicos  tras la conquista del Reino de Granada. 
Fue desacralizada en 1842,  y arrasada el 10 de diciembre de 1933 por las revueltas anticlericales de la II República española.

## Descripción
De tipología gótico-mudéjar y planta de cajón, estaba edificada con ladrillo, disponiendo de una armadura de madera, obra de Juan Ruiz, que se perdió durante el incendio. 